# Santos Guayama
José de los Santos Guayama "el hombre que murió nueve veces" (ca. 1830 – San Juan, 1879) fue un célebre gaucho argentino. Fue uno de los líderes de la "rebelión lagunera", en las Lagunas de Guanacache, y resistió como bandolero durante varios años, hasta su captura y fusilamiento. Tras su muerte, adquirió caracteres míticos, y es objeto de culto popular en la región que habitara.

## Biografía
Era alto, de buen porte y muy barbudo. Tenía cabello oscuro y vestía a la manera de los gauchos; con poncho, chiripá y calzoncillo  cribado. Gustaba del canto y la guitarra.

## Su historia
Se sabe poco y a la vez se sabe mucho de Santos Guayama. Hay referencias fragmentarias en innumerables artículos periodísticos entre mediados de 1860 y finales de 1880, sobre todo en San Juan. Nació en una familia huarpe, alrededor de 1830. Lideró la "rebelión lagunera", cuando las lagunas de Guanacache comenzaron a secarse por las tomas de agua río arriba, en el pedemonte mendocino, un evento recordado extensamente por Domingo Faustino Sarmiento en Recuerdos de Provincia; según algunos estudiosos, aquella zona fue "impenetrable" para la policía por 30 o 40 años.
Luchó, entre otros, como lugarteniente del Chacho Peñaloza y Felipe Varela (es nombrado en la "Zamba de Vargas"). Como era común en los bandoleros populares, "robaba y repartía", protegiendo a los más pobres. Un dato curioso son sus numerosas "muertes": se han registrado por lo menos nueve comunicados oficiales sobre su muerte, lo que ratifica la obsesión por librarse de él. Arístides Villanueva, gobernador de Mendoza, puso especial empeño, sin lograrlo. Sus primeras correrías como "bandolero" son de 1860. Diez años más tarde afectó duramente Caucete al mando de 100 bandidos según algunos, mientras otros hablan de 200 o hasta 300. Con seguridad fue fusilado en San Juan a principios de 1879, mientras se encontraba prisionero.
Simultáneamente, los criollos empezaron a mitificarlo y pronto a considerarlo un santo, atribuyéndole apariciones e innumerables milagros. El cura José Gabriel Brochero, el cura gaucho, fue su gran amigo; es casi seguro que Guayama llevaba gente a los "retiros" de Traslasierra, en Córdoba, y que él mismo tuvo al menos una gran crisis religiosa.
En las ermitas del desierto (las "travesías" cuyanas) sobrevive su imagen, y aún ahora, en El Rosario y la Asunción, durante las fiestas, los promesantes afirman que una figura de San Roque muy milagrosa "en realidad es Santos Guayama".

## Ficción
Una novela de Rolando Concatti, que recrea desde la "ficción histórica" aquella época y ese mito, se llama El tiempo diablo del Santo Guayama.